# Peter Kremtz
Peter Kremtz   (Meissen, 26 d'abril de 1940 - valor desconegut, 23 de febrer de 2014) fou un remer alemany que va competir sota bandera de la República Democràtica Alemanya durant la dècada de 1960.
El 1968 va prendre part en els Jocs Olímpics d'Estiu als Jocs de Ciutat de Mèxic, on guanyà la medalla de plata en la prova del quatre amb timoner del programa de rem. Formà equip amb Manfred Gelpke, Roland Göhler, Klaus Jacob i Dieter Semetzky.
En el seu palmarès també destaca una medalla d'or en la prova del dos sense timoner, junt a Roland Göhler, del Campionat del Món de rem de 1966 i tres campionats nacionals.